# Blainvillea
Blainvillea é um género botânico pertencente à família Asteraceae.

## Espécies
- Blainvillea acmella
- Blainvillea alba
- Blainvillea amazonica
- Blainvillea bahiensis
- Blainvillea biaristata